# Dede Dolopei
Dede Dolopei là một công chức Liberia.

## Thông tin
Bà là phó chủ tịch của Ủy ban Sự thật và Hòa giải cho Liberia. Cô đã làm việc trong các tổ chức phi chính phủ khác nhau liên quan đến quyền của phụ nữ, xây dựng hòa bình, giải quyết xung đột và tư vấn tâm lý xã hội. Cô cũng có nhiều bằng cấp của Đại học Liberia.  